# Français de Corse
 (mars 2009).
Si vous disposez d'ouvrages ou d'articles de référence ou si vous connaissez des sites web de qualité traitant du thème abordé ici, merci de compléter l'article en donnant les références utiles à sa vérifiabilité et en les liant à la section « Notes et références ».
Le français de Corse est sensiblement le même que le français standard bien que plus imagé.
Les principales particularités du français de la Corse relèvent pour l'essentiel d'emprunts à la langue corse, de mots ou de structures grammaticales. Ces mots, en général très usuels, se retrouvent souvent en italien et les dialectes de l'Italie centrale ou méridionale. Le mélange des deux langues, qualifié de « francorse » par les linguistes, est d'ailleurs très courant.
Cela dit, à l'écrit comme à l'oral, le français corse ne se distingue pas du français continental.
Il ne sera pas fait mention ici des mots propres à la Corse (termes culinaires...), car le corse est une langue suffisamment riche pour tout exprimer.

## Quelques mots utilisés dans le français de la Corse
- Pinzutu, pinzuti (pluriel) : pointu, pointus = Français du continent; le terme est un peu péjoratif. L'origine de ce mot viendrait du tricorne (chapeau pointu à trois pointes) que portaient les soldats français de Louis XV lorsqu'ils ont occupé la Corse, en 1768.
- Scarpu : chaussure (masculin singulier - pluriel : scarpi). Féminin en italien : scarpa (singulier), scarpe (pluriel) ; je me suis acheté une paire de scarpi.
- À dopu, à prestu : à bientôt, à tout à l'heure (italien : a dopo, a presto).
- Aspetta : attends (à l'impératif) ; en italien : aspetta.
- Pezzu : morceau (pezzo en italien), expression dérivée pour parler d'une jolie fille (« un joli morceau ! »).
- Pristu : mot que l'on dit pour faire partir un chien.
- Misgiu : mot que l'on dit pour faire partir un chat (au nord) ou pour désigner un chat (dans le sud). En italien on dit : micio.
- Mi'! (de mira) : interjection signifiant « regarde ». Cette expression se retrouve également en la langue sarde.
- Mi' mi' mi'!  : interjection signifiant « regarde, cela vaut le coup ».
- Iscia ! : interjection proche de « pouah ! ».
- Chì laziu ! : « quelle fatigue ! »
- Stancu : fatigué; stanco en italien.
- Stancu mortu : mort de fatigue, épuisé, harassé ; stanco morto en italien.
- Basta : assez ! ; pareil en italien.
- Aiò ! : interjection signifiant « allons », souvent dans le sens de « laisse courir » ou « reprenons notre sérieux ». Cette expression se retrouve également en la langue sarde (Ajó).
- A sbacca : la frime (verbe sbaccà = frimer).
- Le stampe : les antisèches.
- Je me suis pris un coghju, une bordée : je me suis saoulé (altération en coghju (cuir) du mot coghja : voir l'expression bastiaise campà si una coghja signifiant s'en mettre plein la lampe) ; être en coghju, être briacu (italien: ubriaco): être saoul.
- J'ai strasciné : j'ai combattu, j'ai eu du mal (du verbe strascinà : traîner, se mouvoir avec effort).
- On a scapé : on s'est échappé (verbe scappà= s'échapper). Italien: scappare.
- Je me fais une affaccata à la maison : je passerai chez moi (le verbe affacà signifie « passer brièvement », « se montrer »).
- Avà : expression courante pour marquer un étonnement prononcé. Exemple : C'est pas vrai ?
- Macu ou toccu de macu (sur Ajaccio) : quelque chose ou de quelqu'un qui est bien. C'est toccu de macu : c'est génial.
- Babin ! : du corse và bè, prononcé à la bastiaise. En italien on dit : vabbè, va be' ou va beh. Interjection très fréquente destinée à exprimer l'étonnement, la surprise. Souvent précédée de « bouh ».
- Oh fratè ! : signifie littéralement « oh frère », mais cette expression est utilisée pour interpeller quelqu'un qui est proche, apprécié. En italien il se dit : oh fratello. En les dialectes de l'Italie central il se dit aussi : Oh fratè!
- Goffu : utilisation très fréquente pour parler de quelque chose, de quelqu'un de laid ou, par extension, quelqu'un de bête (moche dans ses actes ou ses propos) ou une situation déplaisante, ou idiote ; goffo en italien. Exemples : Comme il est goffu ce mur ! ⇒ Comme ce mur est moche ! ; Comme t'ies goffu, tu m'as fait peur ! ⇒ t'es bête, tu m'as fait peur !

## Quelques tournures grammaticales propres à la Corse
- Allez, à demain ! : bon, à demain ! (« Allez », francisation de l'interjection corse ahé, est la marque d'une fin de conversation suivie d'un départ de l'un des interlocuteurs).
- Qu'est-ce qu'il fera ? : que peut-il bien faire ? (utilisation du futur simple pour amplifier l'interrogation, extrêmement courant).
- Il me passe l'envie ! : je n'ai plus envie ! (francisation du corse "mi caccia u laziu").
- Autant demain il pleut : peut être qu'il pleuvra demain (le mot « autant » permet d'exprimer une supposition ou un désir très fréquent).
- De qui tu es ? : qui sont tes parents ? ou quelle est ta famille ? (du corse di quale sì ?).
- T'ies : contraction de « tu es » (phonétique : tiɛ).